# Nazionale maschile under 19 di calcio della Svezia
La nazionale di calcio svedese Under-19 è la rappresentativa calcistica Under-19 della Svezia ed è posta sotto l'egida della Federazione calcistica della Svezia.

## Storia
La selezione è nata nel 2002 dopo la scissione con l'Under-18. La nazionale svedese Under-19 non si è mai qualificata per il campionato europeo di categoria. 